# USS Callaghan (DDG-994)
USS Callaghan (DDG-994) — второй эскадренный миноносец типа «Кидд».
USS Callaghan назван в честь американского контр-адмирала Второй мировой войны Дэниела Дж. Каллагана, погибшего в бою 13 ноября 1942 года на борту своего флагмана, тяжёлого крейсера «Сан-Франциско» (CA-38 San Francisco, типа «Нью-Орлеан») во время сражения за Гуадалканал.

## История создания
Строительство началось 23 октября 1978 года, согласно контракту, заключённому в 1974 году между шахом Ирана и американской фирмой «Litton Industries». Будущий корабль получил имя Дарюш (англ. Daryush, в честь персидского царя Дария I, правившего в начале VI век до н. э.
Но после падения шахского режима во время исламской революции 1978—1979 годов, конгресс США аннулировал этот заказ. USS Callaghan был выкуплен для ВМС США, и в 1981 году введён в эксплуатацию на военно-морской базе (ВМБ) в Сан-Диего (англ. NAS North Island).

### Боевая служба
1 сентября 1983 года USS Callaghan находился в западной части Тихого океана, с визитом на ВМБ в Сасэбо (англ. United States Fleet Activities Sasebo), Нагасаки. Поэтому, когда произошел инцидент с южнокорейским боингом (пограничный инцидент в воздушном пространстве СССР, в результате которого советским истребителем Су-15 был сбит Боинг 747 южнокорейской авиакомпании Korean Air Lines), USS Callaghan был направлен для участия в поисках выживших пассажиров. За время нахождения в районе катастрофы, Callaghan подвергся очень пристальному вниманию со стороны ВМФ СССР, и с трудом избежал начала открытого конфликта. За участие в этой миссии экипаж USS Callaghan получил благодарность от ВМС СШАВ и специальную благодарность от южнокорейского правительства.
За успешное выполнение поставленных задач в период с июля 1983 года по сентябрь 1984 года USS Callaghan получил свой первый почётный знак «E» (так называемая Battle «E» — от англ. Battle Effectiveness Award), а также медаль гуманитарной службы (англ. Humanitarian Service Medal) за спасение двух человек в Южно-Китайском море.
USS Callaghan был выведен из состава ВМС США в 1998 году.

### В Китайской республике
USS Callaghan был продан Китайской Республике в 2004 году, согласно санкционированию 23 апреля 2001 года Президентом США с Джорджем Бушем-младший решения о продаже Тайваню всех четырёх эсминцев типа «Кидд» (в составе крупной партии американских вооружений, включающих так же 8 дизельных подводных лодок и 12 базовых патрульных самолетов P-3 «Орион»). USS Callaghan был переименован в ROCS «Су Ао» (англ. Su Ao) DDG-1802, и стал вторым эсминцем УРО типа «Ки Лун» (англ. Kee Lung-class). 17 декабря 2005 года на военно-морской базе в Суао ROCS Су Ао был введён в эксплуатацию ВМС Китайской Республики.
ROCS Су Ао назван в честь одноименной военно-морской базы на северо-востоке Тайваня. Изначально его планировалось переименовать в Мин (англ. Ming Teh), так как именно так на китайском языке выглядит транслитерация слова callaghan.

## В культуре
Эсминец Callaghan упоминается в телевизионном фильме «Нити», снятым режиссёром Миком Джексоном для телекомпании BBC в 1984 году. Callaghan описан в столкновении с советским ракетным крейсером «Киров» во время подготовки к началу ядерной войны.